# Tabanus subhirtus
Tabanus subhirtus är en tvåvingeart som beskrevs av Ricardo 1911. Tabanus subhirtus ingår i släktet Tabanus och familjen bromsar. Inga underarter finns listade i Catalogue of Life.